# Rotastruma
Rotastruma es un género de hormigas perteneciente a la familia Formicidae, categorizado en la tribu Crematogastrini. Fue descrito por Barry Bolton en 1991.

## Especies
- Rotastruma recava Bolton, 1991
- Rotastruma epispina Hosoishi & Yamane, 2021
- Rotastruma stenoceps Bolton, 1991